# Sylvia Krupicka
Sylvia Krupicka, auch Sylvia Münchow-Krupicka (* 22. November 1960 in Ost-Berlin) ist eine deutsche Literaturvermittlerin und Lyrikerin.

## Leben
Sylvia Krupicka studierte zunächst ein Jahr an der Sektion Journalistik an der Karl-Marx-Universität Leipzig. Bis zum nächsten Studium der Theaterwissenschaft an der Hans-Otto-Theaterhochschule Leipzig arbeitete sie als Facharbeiterin für Schreibtechnik und an der Hochschule für Grafik und Buchkunst als Sachbearbeiterin für Studentenwohnungen. Sie war anschließend als Regieassistentin am Staatstheater Schwerin tätig. Während der Wendezeit 1990 arbeitete sie als Gast mit Torsten Münchow in Anklam zusammen. Dort war sie als Dramaturgin in der Inszenierung Liebestoll tätig. Sie hat einen Gedichtband, die mehrteilige Hörspielreihe Mimi Rutherfurt sowie Romane veröffentlicht.

## Werke
- Mondphasen. Gedichte. Wiesenburg, Schweinfurt 2005, ISBN 3-937101-80-2.
- Mimi Rutherfurt ermittelt … Hörspiel. Tonträger: Maritim, Dortmund 2008.
- Niemand hat das Land geklaut, keiner hats geseh’n. Bod, 2015, ISBN 978-3-8391-4099-4.
- Es kann ja nicht immer so bleiben. Amazon, 2019, ISBN 978-1-0749-4679-1.
- Mädchen zwischen den Zeilen. Periplaneta Verlag, 2024, ISBN 978-3-9599-6272-8.
- Zwei Geschichten in der Anthologie Fremd! Jede Geschichte hat zwei Seiten. Verlag independendbookworm, ISBN 9783956811364.